# Pachysmopoda abbreviata
Pachysmopoda abbreviata är en insektsart som först beskrevs av Taschenberg 1883.  Pachysmopoda abbreviata ingår i släktet Pachysmopoda och familjen vårtbitare. Inga underarter finns listade i Catalogue of Life.